# Szumowo
Szumowo [pronunciación en polaco: /ʂuˈmɔvɔ/] es un pueblo ubicado en el distrito administrativo de Gmina Korycin, dentro del Condado de Sokółka, Voivodato de Podlaquia, en el norte de Polonia oriental. Se encuentra aproximadamente a 16 kilómetros al este de Korycin, a 23 kilómetros al oeste de Sokółka, y a 37 kilómetros al norte de la capital regional Białystok.